# League of Legends
League of Legends (LoL) är ett lagbaserat onlinespel som går ut på att förstöra motståndarnas bas "nexus". Spelet är utvecklat och publicerat av Riot Games och släpptes den 27 oktober 2009 för Microsoft Windows och senare även för Mac OS. Spelet är inspirerat av Defense of the Ancients som baserats på Warcraft III: The Frozen Throne.
League of Legends är gratis att ladda ner och spela men innehåller material som måste låsas upp allteftersom. En del extramaterial erbjuds via mikrotransaktioner, främst klädsel "skins" till spelets hjältar "champions" och hastighetsförbättringar som låter spelaren låsa upp material snabbare.
Jämfört med andra spel i genren multiplayer online battle arena (MOBA) är spelet mer riktat mot nybörjare då det anses som lättare att lära sig än dess motsvarigheter.

## Spelets gång

Förenklad bild av femspelarkartan Summoner's Rift. Bottom, Middle och Top lane förkortas ofta hos spelare som Bot, Mid och Top.

Spelaren tar rollen som en "summoner". En summoner har möjlighet att påverka spelet på flera sätt utöver den valda spelfigurens krafter. Genom sin runbok kan en summoner passivt förbättra spelfigurens egenskaper. Spelaren får även välja två stycken ytterligare förmågor "summoner spells". Att ha med sig i en match kan en summoner förändra utgången av strider. Efter en spelmatch erhåller spelaren ett visst antal erfarenhetspoäng. En spelare i nivå 30 eller högre kan spela tävlinginriktade matcher. Dessa matcher påverkar spelarens poäng i en rang vilket spelet utgår ifrån när en match sökes.
Spelarna delas in i två lag med fem i varje, där varje lag startar på var sin sida av kartan. En match är vunnen när motståndarlaget har gett upp eller när deras innersta byggnad "nexus" är förstörd. På kartan finns en mängd kanontorn, "turrets", båda lagen måste bekämpa motståndarnas spelare. Det finns även "minions" vilket är NPC:er som regelbundet avgår från basen och attackerar motståndarlaget och neutrala monster vilka ger olika fördelar. Under spelets gång kan man också köpa utrustning vilket gör spelaren starkare. Föremålen köps med guld som fås kontinuerligt men i huvudsak införskaffas när spelaren dödar andra eller förstör turrets. En match tar normalt mellan 30 och 45 minuter att spela.
Man kan även köpa nya hjältar med Riot Points vilka även kallas för RP. Skillnaden mellan RP och BE (Blue essence) är att RP köps med verkliga pengar medan BE tjänas genom att bland annat avklara vissa uppdrag eller att sälja "champion shards".[källa behövs]

## Turneringar[11]
- LEC (League of Legends EMEA Championship) - Europa, Mellanöstern samt Afrika
- LTA (League of Legends Championship of The Americas) - Nordamerika och Sydamerika
- LCK (League of Legends Champions Korea) - Korea
- LCP (League of Legends Championship Pacific) - Asien-Stillahavsregionen
- LPL (League of Legends Pro League) - Kina
- FST (First Stand Tournament) - Internationell
- MSI (Mid-Season Invitational) - Internationell
- League of Legends World Championship - Internationell

## Andra spellägen
Det finns ytterligare spellägen utöver det klassiska sättet att spela 5-mot-5:
- Twisted Treeline: en mindre bana där man spelar i tremannalag (borttaget den 19 november 2019).
- Howling Abyss: kallas populärt för ARAM (all random all mid) som beskriver att spelarna slumpas varsin figur och att spelbanan endast består av en gemensam mittväg.
- "Slumpässigt spelläge": varje vecka (oftast mellan fredag morgon och måndag kväll) finns det olika nya spellägen. Några av dessa är "URF (ultra rapid fire)", "ARURF (all random - URF)", "Hunt of blood moon" och "One for all"
- Teamfight Tactics: även kallat TFT, är ett auto battler-spel där man taktiskt väljer figurer (champions) för att bygga ett lag som tillsammans ska vinna över fiendens lag. Spelläget går ut på att överleva till slutet.